# Leptochiton alveolus
Leptochiton alveolus is een keverslakkensoort uit de familie van de Leptochitonidae. De wetenschappelijke naam van de soort is voor het eerst geldig gepubliceerd in 1846 door M. Sars MS, Lovén.